# Autobahnkapelle im Hegau

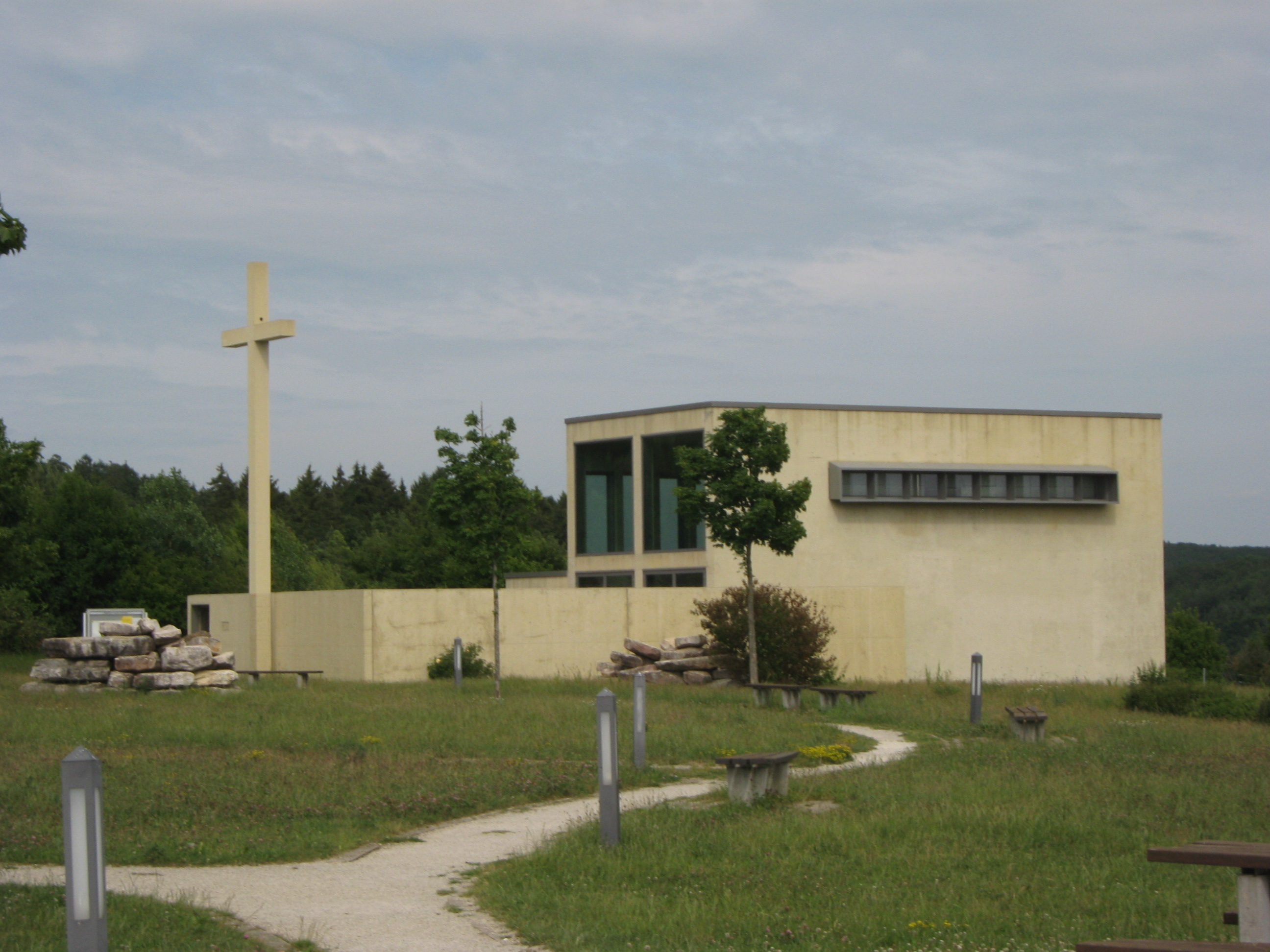
Autobahnkapelle Emmaus

Die Autobahnkapelle im Hegau (offiziell Emmauskapelle) liegt an der Raststätte Im Hegau West bei Engen an der Bundesautobahn 81 von Stuttgart Richtung Süden. Das nach der Emmausgeschichte benannte Gebäude ist eine ökumenische Autobahnkapelle. Sie wurde am 15. Juli 2005 von Weihbischof Paul Wehrle vom Erzbistum Freiburg und Landesbischof Ulrich Fischer von der Evangelischen Landeskirche in Baden eingeweiht.

## Baugeschichte

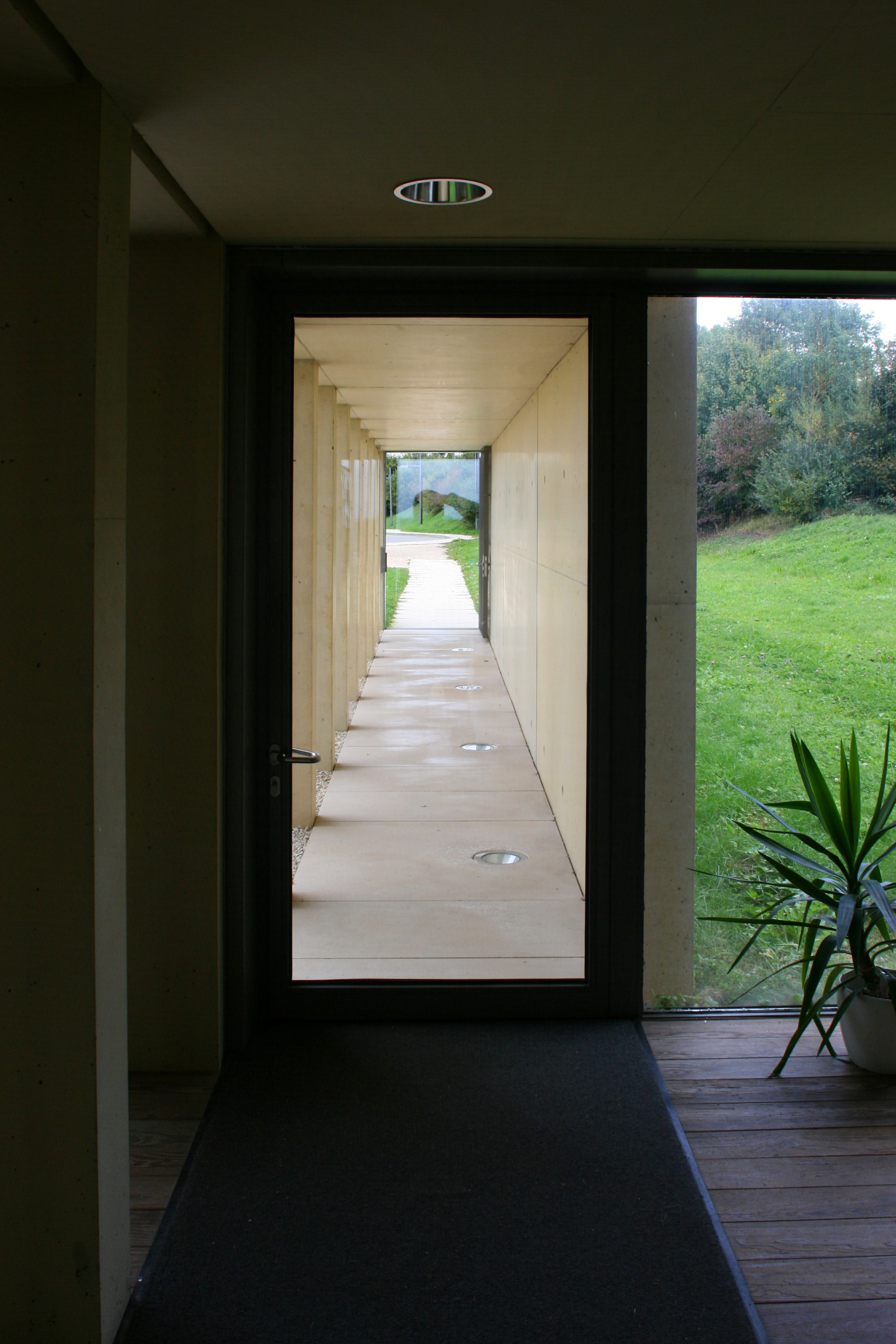
Zugang

### Architektenwettbewerb
Statt des ursprünglichen zu teuren Kuppel-Modells des ungarischen Architekten Imre Makovecz wurde nach einem Architekturwettbewerb der Entwurf des Ravensburger Architekten Rolf R. Bürhaus ausgewählt.

### Architektur

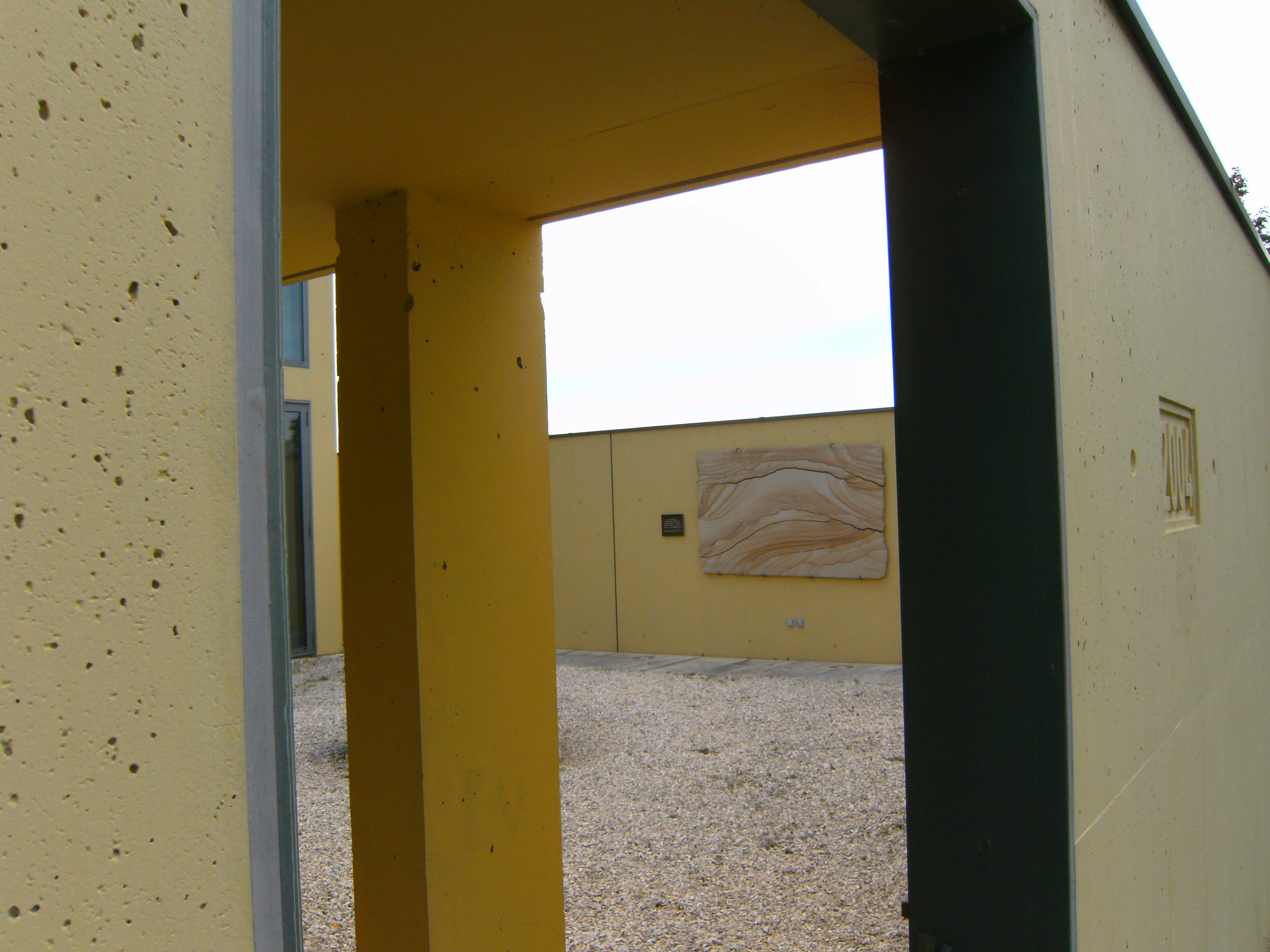
Innenhof

Die Anlage besteht aus einem hohen Kreuz im Außenbereich, einem Innenhof und dem Kapellenraum in Form eines Quaders. Die Kapelle wird durch einen schmalen Innengang erreicht. Das Innere ist spartanisch eingerichtet. Der Blick fällt auf die südliche Außenmauer, in der durch Einschnitte in die Mauer und durch das einfallende Licht ein helles Griechisches Kreuz aufleuchtet. Die gegenüberliegende (Rück-)Wand des Innenraums ist umgekehrt ganz in Klarglas ausgeführt und wird von Balken in Form eines Griechischen Kreuzes unterteilt, quasi das Negativ der Stirnwand. Eine hölzerne gotische Pietà weist auf Leben und Sterben hin. Der Holzfußboden der Kapelle stammt aus einem Freiburger Patrizierhaus. Drei Bildtafeln an der Westwand von Bernhard Maier, Sigmaringen, stellen die Emmaus-Begebenheit dar.

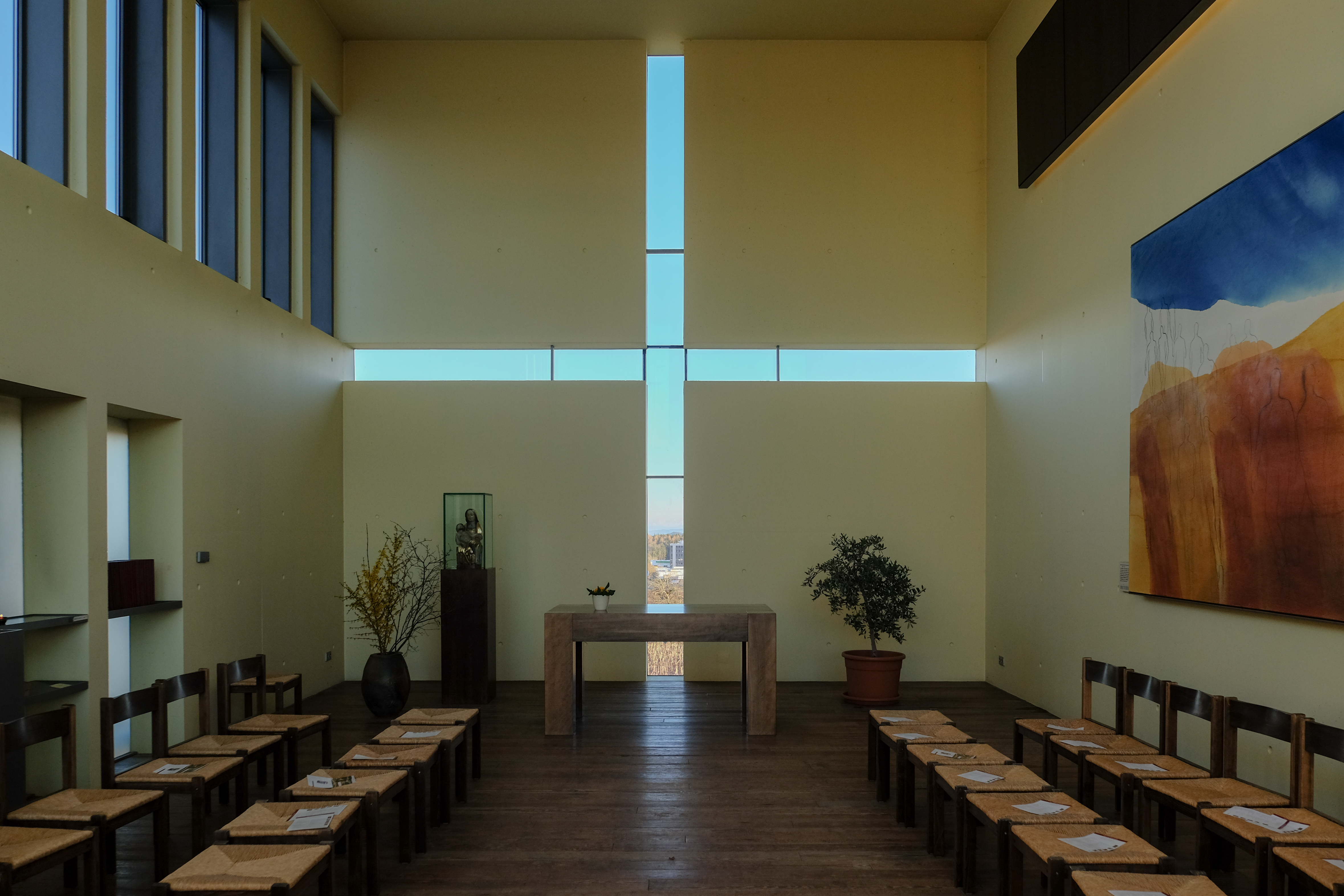
Innenansicht

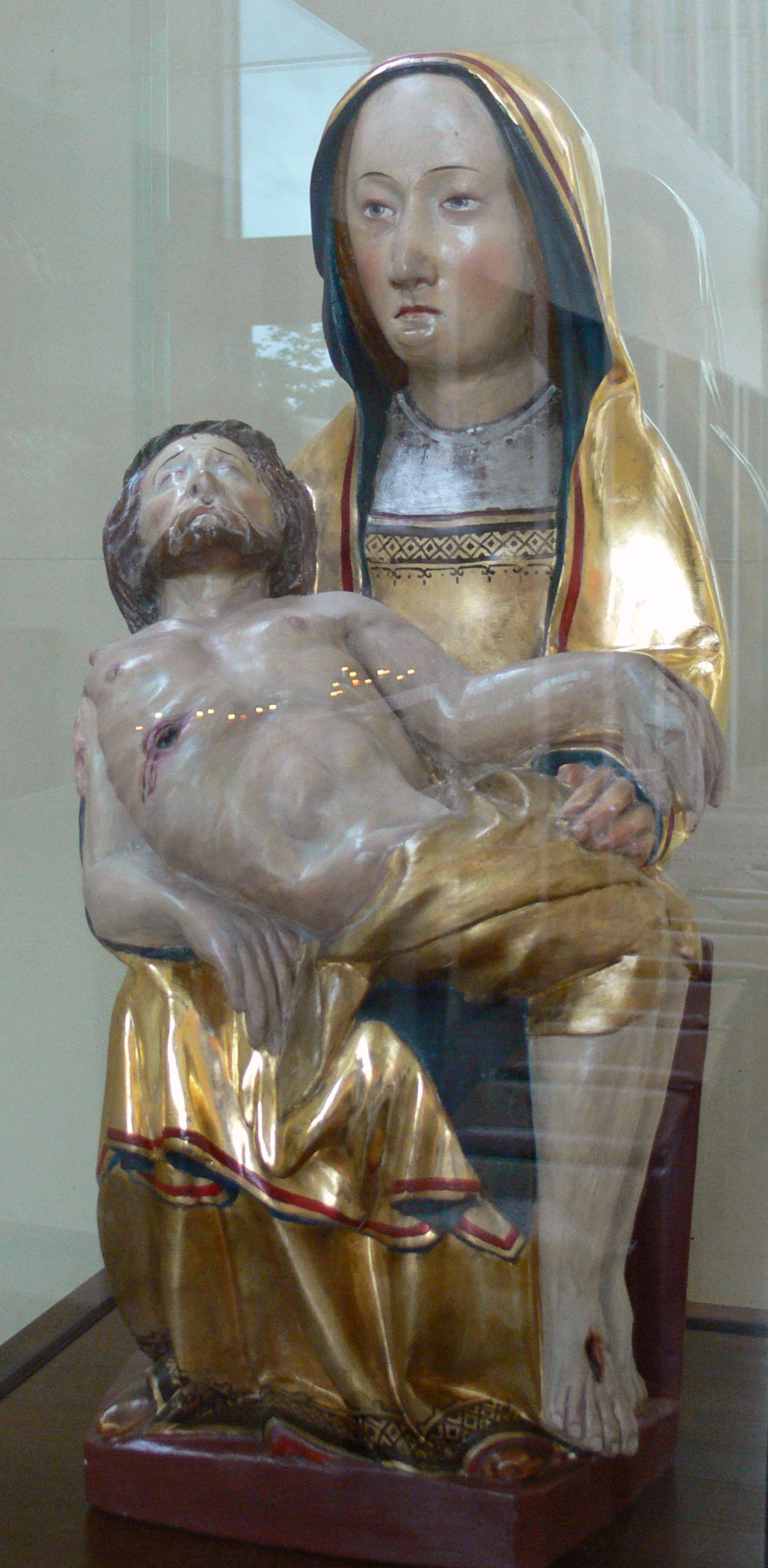
Pietà aus dem 16. Jahrhundert in der Autobahnkapelle

### Renovierung 2015
Die Kapelle war in Leichtbauweise in naturbelassenem Beton erstellt worden. Feuchtigkeit führte zur Schwärzung der Außenwände und Schimmelbefall im Innern. Nach zehn Jahren wurde deshalb der Beton grundiert und mit einer Schutzglasur überzogen.

## Ökumene
Die Kapelle wird nicht durch eine Gemeinde einer Konfession, sondern durch einen privaten ökumenischen Trägerverein getragen. Vorsitzender der Trägervereins ist der Engener Stadtpfarrer (Stand: 2015). Einzelne Reisende oder auch Reisegruppen sollen hier unabhängig von Konfession oder Weltanschauung zur Ruhe kommen. Hier werden ökumenische, katholische und evangelische Gottesdienste gehalten.

## Besucher-/Fürbitt-/Gästebücher
In den zehn Jahren bis 2015 wurden 500.000 Besucher gezählt. 24 Gästebücher mit persönlichen Anliegen, Bitten oder Eindrücken wurden bis dahin gefüllt.